# Список Героев Российской Федерации (Башкортостан)

Мемориал «Скорбящая мать» в Парке Победы Уфы. Посвящён воинам — уроженцам Башкортостана, погибшим в локальных военных конфликтах

В списке представлены в алфавитном порядке Герои Российской Федерации, родившиеся в Башкортостане или имеющие какое-либо отношение к Башкортостану согласно «Башкирской энциклопедии». Список содержит информацию о дате указа о присвоении звания, роде войск, должности и воинском звании героев на время присвоения звания Героя Российской Федерации, годах жизни, месте рождения и смерти.
Первым уроженцем Башкортостана, удостоенным звания «Герой Российской Федерации», является лётчик-испытатель Авиационного комплекса имени С. В. Ильюшина старший лейтенант запаса Игорь Рауфович Закиров. Звание было присвоено Закирову 14 марта 1994 года с формулировкой в Указе Президента Российской Федерации «за мужество и героизм, проявленные при испытании, доводке и освоении новых образцов авиационной техники».
 Серым цветом в таблице выделены Герои, награждённые посмертно. 
| Фото | Фамилия Имя Отчество                | Род войск, служба    | Дата Указа | Должность | Звание               | Годы жизни              | Место рождения                                                     | Место гибели (смерти)                               | Прим.                       |
| ---- | ----------------------------------- | -------------------- | ---------- | --- | -------------------- | ----------------------- | ------------------------------------------------------------------ | --------------------------------------------------- | --------------------------- |
|      | Аверьянов, Вячеслав Юрьевич         | авиация              | 29.09.2001 | лётчик-испытатель лётно-испытательной и доводочной базы акционерного общества открытого типа «ОКБ Сухого»                                         | капитан              | род. 15.09.1959         | Белорецк, Башкирская АССР                                          |                                                     | [ 3 ] [ 4 ]                 |
|      | Алимов, Владимир Ришадович          | авиация              | 15.02.2000 | заместитель командира эскадрильи вертолётного полка                                                                                               | майор                | род. 06.12.1957         | с. Караидель, Караидельский район, Башкирская АССР                 |                                                     | [ 5 ] [ 6 ]                 |
|      | Анощенков, Андрей Иванович          | авиация              | 26.08.1999 | старший лётчик вертолёта авиаэскадрильи | майор                | 16.02.1969 — 15.08.1999 | г. Архангельск, Архангельская область                              | возле с. Ботлих, Ботлихский район, Дагестан         | [ 7 ]                       |
|      | Блохин, Александр Владимирович      | авиация              | 02.03.2004 | оператор вертолёта Ми-24 | капитан              | 05.12.1971 — 31.08.2002 | г. Куйбышев, Куйбышевская область                                  | возле с. Бешил-Ирзу, Ножай-Юртовский район, Чечня   | [ 8 ]                       |
|      | Гусляков, Георгий Иванович          | Бронетанковые войска | 28.02.1994 | механик-водитель танка 69-го гвардейского танкового корпуса 21-й гвардейской механизированной бригады                                             | старший сержант      | 14.01.1922 — 27.02.1998 | Большой Куналей Тарбагатайского района Бурятии                     | Тарбагатай Тарбагатайского района Бурятии           | [ 9 ] [ 10 ]                |
|      | Доставалов, Александр Васильевич    | Десантные войска     | 12.03.2000 | заместитель командира 2-го парашютно-десантного батальона 104 гвардейского парашютно-десантного полка 76-й гвардейской воздушно-десантной дивизии | майор                | 17.07.1963 — 01.03.2000 | г. Уфа, Башкирская АССР                                            | возле с. Улус-Керт, Шатойский район, Чечня          | [ 11 ] [ 12 ]               |
|      | Еремеев, Пётр Васильевич            | авиация              | 21.09.1995 | командир эскадрильи 28-го истребительного авиационного полка 4-й смешанной авиационной дивизии Северо-Западного фронта                            | старший лейтенант    | 11.06.1911 — 02.10.1941 | д. Бердина Поляна (ныне Иглинского района Республики Башкортостан) | д. Краснуха, Калининская область                    | [ 13 ] [ 14 ]               |
|      | Закиров, Игорь Рауфович             | авиация              | 14.03.1994 | лётчик-испытатель Авиационного комплекса имени С. В. Ильюшина                                                                                     | капитан              | род. 02.01.1945         | г. Уфа, Башкирская АССР                                            |                                                     | [ 15 ] [ 16 ]               |
|      | Злобин, Николай Анатольевич         | МВД                  | 04.08.2010 | начальник разведки отряда специального назначения Приволжского регионального командования Внутренних войск МВД РФ                                 | майор                | род. 16.07.1976         | г. Алма-Ата, Казахская ССР                                         |                                                     | [ 17 ] [ 18 ] [ 19 ] [ 20 ] |
|      | Ихсанов, Рафик Рашитович            | авиация              | 21.04.2000 | заместитель командира эскадрильи вертолётного полка                                                                                               | подполковник         | род. 27.09.1965         | с. Нижнее Аврюзово, Альшеевский район, Башкирская АССР             |                                                     | [ 21 ] [ 22 ]               |
|      | Квашнин, Анатолий Васильевич        | Генералитет          | 27.10.1999 | начальник Генерального штаба Вооруженных Сил Российской Федерации                                                                                 | генерал              | род. 15.08.1946         | г. Уфа, Башкирская АССР                                            |                                                     | [ 23 ] [ 24 ]               |
|      | Климов, Юрий Семёнович              | МВД                  | 04.04.2000 | командир сводного отряда СОБРа Западно-Сибирского РУБОП                                                                                           | подполковник         | 21.09.1961 — 09.01.2000 | с. Мраково, Кугарчинский район, Башкирская АССР                    | возле г. Аргун, Чечня                               | [ 25 ] [ 26 ]               |
|      | Курбангалеев, Артур Ришатович       | Десантные войска     | 30.12.1999 | заместитель командира парашютно-десантного взвода 4-й парашютно-десантной роты 119-го гвардейского парашютно-десантного полка                     | сержант              | 14.12.1980 — 09.09.1999 | г. Уфа, Башкирская АССР                                            | возле с. Новочуртах, Новолакский район, Дагестан    | [ 27 ] [ 28 ]               |
|      | Омельяненко, Александр Владимирович | авиация              | 28.11.2001 | Штурман-оператор вертолётного звена Ми-24 55-го Севастопольского отдельного вертолётного полка 4-й армии ВВС и ПВО                                | капитан              | род. 08.05.1974         | с. Новое Заслоново, Витебская область, Белорусская ССР             |                                                     | [ 29 ]                      |
|      | Петрачков, Павел Анатольевич        | МВД                  | 04.08.2010 | командир 3-й группы спецназа 29-го отряда специального назначения Приволжского регионального командования Внутренних войск МВД РФ                 | лейтенант            | 30.08.1979—04.02.2010   | г. Омск, Омская область                                            | возле с. Алхазурово, Урус-Мартановский район, Чечня | [ 30 ] [ 31 ]               |
|      | Плотников, Дмитрий Павлович         | Бронетанковые войска | 02.05.1996 | заместитель начальника штаба по разведке 2-й механизированной бригады 5-го механизированного корпуса 6-й танковой армии 2-го Украинского фронта   | полковник в отставке | 02.08.1918 — 04.09.2012 | с. Верхний Авзян (ныне Белорецкого района Республики Башкортостан) | г. Пермь, Пермский край                             | [ 32 ] [ 33 ]               |
|      | Рафиков, Мансур Минибаевич          | Бронетанковые войска | 20.01.1996 | командир отдельного танкового батальона 20-й гвардейской мотострелковой дивизии                                                                   | майор                | род. 08.12.1964         | с. Кугарчи, Кугарчинский район, Башкирская АССР                    |                                                     | [ 34 ] [ 35 ]               |
|      | Романов, Анатолий Александрович     | МВД                  | 05.11.1995 | командующий Внутренними войсками МВД РФ | генерал-лейтенант    | род. 27.09.1948         | с. Михайловка, Белебеевский район, Башкирская АССР                 |                                                     | [ 36 ] [ 37 ]               |
|      | Сафронов, Анатолий Александрович    | авиация              | 03.11.2000 | командир 55-го Севастопольского отдельного вертолётного полка                                                                                     | полковник            | род. 09.12.1959         | с. Саратовка, Соль-Илецкий район, Оренбургская область             |                                                     | [ 38 ] [ 39 ]               |
|      | Сахабутдинов, Риф Раисович          | авиация              | 27.04.2001 | начальник армейской авиации | полковник            | род. 09.12.1955         | г. Уфа, Башкирская АССР                                            |                                                     | [ 40 ] [ 41 ]               |
|      | Трубанов, Владимир Евгеньевич       | Пехота и мотострелки | 21.01.1998 | наводчик пулемёта БРДМ | рядовой              | 28.10.1976 — 19.08.1996 | г. Салават, Башкирская АССР                                        | г. Грозный, Чечня                                   | [ 42 ] [ 43 ]               |
|      | Тулин, Сергей Загитович             | Десантные войска     | 20.07.1996 | командир отряда 76-й гвардейской воздушно-десантной дивизии                                                                                       | полковник            | род. 11.09.1957         | д. Малые Гайны, Миякинский район, Башкирская АССР                  |                                                     | [ 44 ] [ 45 ]               |
|      | Якупов, Фарват Абдуллович           | МВД                  | 25.08.1995 | старший оперуполномоченный по особо важным делам СОБРа                                                                                            | старший лейтенант    | 20.03.1958 — 01.12.2008 | с. Бурлы, Гафурийский район, Башкирская АССР                       | г. Видное, Московская область                       | [ 46 ] [ 47 ]               |